# HD 180450
HD 180450 är en ensam stjärna belägen i den södra delen av stjärnbilden Lyran. Den har en skenbar magnitud av ca 5,91 och är svagt synlig för blotta ögat där ljusföroreningar ej förekommer. Baserat på parallaxmätning inom Hipparcosuppdraget på ca 2,4 mas, beräknas den befinna sig på ett avstånd på ca 1 400 ljusår (ca 400 parsek) från solen. Den rör sig närmare solen med en heliocentrisk radialhastighet på ca -63 km/s.

## Egenskaper
HD 180450 är en röd jättestjärna av spektralklass M0 III. Den har en radie som är ca 63 solradier och en effektiv temperatur av ca 3 500 K.